# Chantal Kreviazuk
Jennifer Chantal Kreviazuk (née le 18 mai 1973 ou 1974, selon les sources, à Newton, au Manitoba) est une auteure-compositrice canadienne.

## Biographie
Chantal Kreviazuk a une formation en piano classique. Son premier album, Under These Rocks and Stones, paraît au Canada en 1996 et aux États-Unis en 1997 et est chaudement accueilli par la critique. L'album se vend à plus de 100 000 exemplaires aux États-Unis, principalement grâce au single God Made Me tandis qu'il s'est classé double-platine au Canada avec des ventes de plus de 200 000 exemplaires. En 1997, elle est mise en nomination pour un Prix Juno dans la catégorie meilleure nouvelle artiste.
En 1998, elle obtient son premier succès international avec une reprise de Leaving on a Jet Plane, une chanson de John Denver et popularisé par Peter, Paul & Mary. La chanson paraît sur la trame sonore du film à succès Armageddon.
En décembre 1999, elle épouse Raine Maida, chanteur du groupe Our Lady Peace. Leur fils Rowan naît le 16 janvier 2004. Leur deuxième enfant, un garçon nommé Lucca Jon, naît le 3 juin 2005.
En 1999, elle produit son second album, Colour Moving and Still, qui contient des chansons écrits avec Raine Maida. Le single Before You est un immense succès au Canada ; elle interprète la chanson lors des Prix Juno de 2000, où elle remporte deux prix, l'un pour Meilleur album pop et l'autre pour Meilleure artiste féminine.
En 2003, Chantal Kreviazuk et Raine Maida collaborent sur un certain nombre de chansons sur le deuxième album d'Avril Lavigne Under My Skin. Ils écrivent également des chansons pour l'album de Kelly Clarkson, Breakaway, The Secret Life Of The Veronicas de The Veronicas et bien d'autres groupes et artistes. Cette année-là, beaucoup de ses musiques sont devenues des musiques de films, par exemple Weight Of The World fait partie de la B.O. de Comment se faire larguer en 10 leçons et aussi de Flicka.
En août 2005, Chantal Kreviazuk annonce sur son blogue qu'elle compose et enregistre les chansons de son quatrième album dans son studio-maison, avec Raine Maida comme producteur. Le premier single, All I Can Do, devient disponible via son site officiel en juin 2006 ; l'album, intitulé Ghost Stories, paraît le 29 août 2006. Elle entretient également une page sur Myspace, où elle écrit ses réflexions sur la politique mondiale et garde ses fans informés de ses activités.
En 2011, elle collabore avec rappeur canadien Drake sur son album Take Care où elle interprète le refrain du titre Over my dead body.

## Discographie

### Albums
- Under These Rocks and Stones (1997)
- Colour Moving and Still (#9 CAN) (1999)
- What If It All Means Something (#29 CAN) (#119 US) (2002)
- Ghost Stories (#2 CAN) (2006)
- Plain Jane (2009)
- Hard Sail (2016)
- Christmas Is A Way Of Life, My Dear (2019)

### Singles
- "God Made Me"
- "Believer"
- "Wayne"
- "Surrounded"
- "Hands"
- "Leaving on a Jet Plane" (reprise de John Denver)
- "Feels Like Home"
- "Before You"
- "Dear Life"
- "Souls"
- "Far Away"
- "In This Life"
- "Time"
- "Julia"
- "What If It All Means Something"
- "All I Can Do"
- "Wonderful"
- "Into Me"
- "All I Got"

## Filmographie
- 2001 : Century Hotel : Mary
- 2003 : The Tonight Show with Jay Leno (série télévisée)
- 2006 : Pretty Broken (court-métrage) de Cline Mayo
- 2012 : Chantal Kreviazuk in This Life (téléfilm)
- 2013 : The Spirit Game (court-métrage) de Craig Goodwill : Mamie Hopkins
- 2017 : Garder le sourire de Sean Cisterna : May Allison
- 2017 : Welcome to Nowhere de Robin Dunne : Eileen

## Récompenses

### Prix Juno
- Mise en nomination, 1997, Meilleur nouvel artiste
- Gagnante, 2000, Meilleur album pop
- Gagnante, 2000, Meilleure artiste féminine

## Source
- (en) Cet article est partiellement ou en totalité issu de l’article de Wikipédia en anglais intitulé « Chantal Kreviazuk » (voir la liste des auteurs).